# Răchitova
Răchitova es una comuna ubicada en el distrito de Hunedoara, Rumania.

## Superficie
Cuenta con una superficie de 73,59 kilómetros cuadrados.

## Demografía
Hasta 2021 la población era de 1127 habitantes, con una densidad de población de 15,31 habitantes por kilómetro cuadrado.